# Mutitjulu
Mutitjulu es una comunidad aborigen en el Territorio del Norte de Australia ubicada en el extremo oriental de Uluru (también conocido como Ayers Rock). Su nombre proviene del hueco rocoso con agua en forma de rodilla en la base de Uluru, y está ubicada en Parque nacional Uluru-Kata Tjuta. Su gente son los dueños tradicionales y co-administradores del parque junto a Parks Australia. Según el censo de 2011, Mutitjulu tenía una población de 296, de los cuales 218 (71,2%) eran aborígenes.
La mayoría de los anangu son pitjantjatjara pero también hay personas de origen yankunytjatjara, luritja y ngaanyatjarra que hablan los idiomas pitjantjatjara, luritja and yangkunytjatjara respectivamente. El pueblo arrernte también tiene una relación tradicional con Uluru.

## Turismo
La comunidad Mutitjulu opera varios tours guiados para los turistas que visitan Uluru, en donde les muestran ciertos lugares, y comparten la historia de Uluru. Estos tours son llamados Anangu Tours. La palabra Anangu significa "pueblo" o "gente" en pitjantjatjara.   
El acceso a la comunidad está controlado por los Anangu, quienes no permiten que los visitantes entren a la comunidad de Mutitjulu sin permiso. La comunidad se reserva el derecho de prohibir que los turistas ingresen en su tierra.
La gente de Mutitjulu también son los dueños tradicionales de Uluru, y tiene una exhibición de arte allí que los turistas son libres de visitar en todo momento, además de vender pinturas y otros artefactos.

## Economía
Gran parte de la economía de Mutitjulu depende del turismo en Uluru y Yulara, y una proporción de los ingresos de estos son transferidos a la economía local. Como resultado de ello, Mutitjulu es mucho más rico que la mayoría del resto de las comunidades aborígenes australianas.

## Educación
La comunidad cuenta con una escuela que ofrece cursos desde el año 1 al 7, y una escuela secundaria, el Nyangatjatjara Secondary College. Las tradiciones culturales de Mutitjulu dictan que una vez llegan a la adolescencia, los niños deben ser educados solo con jóvenes de su mismo sexo. El Nyangatjatjara Secondary College es un internado, y alberga a jóvenes de ambos sexos en forma separada en semestres consecutivos.
Pese a la relativa riqueza de la comunidad, los estándares de educación anglo-europeos en Mutitjulu, al igual que en otras comunidades de aborígenes australianos, son mucho más bajos que el promedio australiano. Sin embargo, este promedio es significativamente más alto que otras comunidades aborígenes.

## Idioma
Los idiomas hablados en el pueblo son pitjantjatjara, luritja y yankunytjatjara. No obstante, la comunicación entre los idiomas no es difícil ya que la mayoría de los residentes hablan varios idiomas y estas lenguas aborígenes están estrechamente relacionadas.
Se han llevado a cabo esfuerzos para conservar las costumbres tradicionales, incluyendo a los idiomas, pero la mayoría de los residentes hablan por lo menos un poco de inglés. El nivel de alfabetismo en inglés entre los residentes de Mutitjulu es más alto que muchas otras comunidades de aborígenes australianos, principalmente debido al constante flujo de turistas en Uluru.

## Uluru
Muchas historias han sido contadas por aborígenes australianos de todos los rincones de Australia Central en relación con Uluru. Algunas de estas historias han sido recreadas en pinturas y obras de arte. Uluru es visto como la respuesta al por qué somos humanos, y las historias ayudan a describir gran parte de la flora y fauna de la zona aledaña. Al mirar a varias partes de Uluru, se pueden ver ilustradas muchas de las historias.

### Alpinismo en Uluru
La comunidad aborigen local pide a los visitantes que respeten la condición sagrada de Uluru y no intenten escalarlo, con varios letreros que indican esto. Tradicionalmente, esta actividad está reservada para watitjuta (hombres) iniciados en ocasiones ceremoniales.
En 1983, el ex primer ministro de Australia, Bob Hawke, prometió respetar la solicitud de la comunidad de hacer prohibido el escalar Uluru, pero rompió su promesa cuando el título fue entregado a los dueños tradicionales del lugar en términos muy desfavorables. A último momento se hizo una condición de que se le permita a los turistas escalar Uluru para que se les pudiera entregar el título de propiedad. La ruta de alpinismo cruza una importante ruta del sueño, lo cual ha provocado angustia y tristeza entre los dueños tradicionales.

### Propiedad de Uluru
La relación con Uluru puede ser descrita como una de administración en lugar de propiedad, en donde una persona o grupo, conocidos como los dueños tradicionales de la tierra, es responsable de cuidar y administrar Uluru.
Por muchos años Uluru fue propiedad de australianos anglo-europeos, y había hoteles justo a su lado. Los dueños tradicionales de la tierra eventualmente trataron de obtener derechos de propiedad sobre la tierra, y establecieron hoteles cerca de Yulara y crearon la comunidad de Mutitjulu, dejando muchas áreas de Uluru fuera del alcance del público en general.